# Punta Warnes
Punta Warnes ist eine Landspitze an der Davis-Küste des Grahamlands auf der Antarktischen Halbinsel. Sie markiert am nordöstlichen Ende der Tschawdar-Halbinsel die südwestliche Begrenzung der Einfahrt von der Orléans-Straße in die Curtiss Bay.
Argentinische Wissenschaftler benannten sie. Der weitere Benennungshintergrund ist nicht überliefert.